# Przegląd Historyczny
«Przegląd Historyczny» — польский исторический научный журнал.
Журнал был основан в Варшаве в 1905 году. Первым издателем журнала было издательство «Гебетнер и Вольф». С 1906 года до сегодняшнего дня печатный орган варшавского Общества любителей истории (с 1925 года автономный филиал Польского исторического общества).
В настоящее время издателем журнала является Издательство «DiG Sp.j.» в сотрудничестве с Обществом любителей истории и Институтом истории Варшавского университета (с 1994 года).
Главный редактор с 2013 года — Ежи Кохановский, в 2003—2013 годы эту должность занимал Влодзимеж Ленгауэр.